# 737
737（七百三十七、ななひゃくさんじゅうなな）は自然数、また整数において、736の次で738の前の数である。

## 性質
- 737は合成数であり、約数は 1, 11, 67, 737 である。
  - 約数の和は816。
- 83番目の回文数である。1つ前は727、次は747。
- 223番目の半素数である。1つ前は734、次は745。
- 737 = 23 + 93
  - 2つの正の数の立方数の和で表せる36番目の数である。1つ前は730、次は756。(オンライン整数列大辞典の数列 A003325)
  - 異なる2つの正の数の立方数の和で表せる29番目の数である。1つ前は730、次は756。(オンライン整数列大辞典の数列 A024670)
  - n = 2 のときの 2n + 9n の値とみたとき1つ前は85、次は6577。(オンライン整数列大辞典の数列 A074604)
- 各位の和が17になる38番目の数である。1つ前は728、次は746。
- 737 = 22 + 22 + 272 = 52 + 62 + 262 = 82 + 122 + 232 = 92 + 162 + 202 = 102 + 142 + 212 = 152 + 162 + 162
  - 3つの平方数の和6通りで表せる47番目の数である。1つ前は725、次は738。(オンライン整数列大辞典の数列 A025326)
  - 737 = 52 + 62 + 262 = 82 + 122 + 232 = 92 + 162 + 202 = 102 + 142 + 212
    - 異なる3つの平方数の和4通りで表せる67番目の数である。1つ前は726、次は754。(オンライン整数列大辞典の数列 A025342)
- 737 = 13 + 23 + 63 + 83
  - 4つの正の数の立方数の和で表せる199番目の数である。1つ前は732、次は739。(オンライン整数列大辞典の数列 A003327)
  - 異なる正の数の4つの立方数の和1通りで表せる45番目の数である。1つ前は728、次は748。(オンライン整数列大辞典の数列 A025408)
- 73…37 の形の数はすべて11の倍数である。(例．737 = 67 × 11)

## その他 737 に関連すること
- ボーイング737は、アメリカのボーイング製の旅客機。
- ケンタッキー (USS Kentucky, SSBN-737) は、アメリカ海軍のオハイオ級原子力潜水艦。
- JR北海道737系電車